# وین ولز
وین ولز (انگلیسی: Wayne Wells؛ زادهٔ ۲۹ سپتامبر ۱۹۴۶) کشتی‌گیر اهل ایالات متحده آمریکا بود.
وی در مسابقات کشوری و بین‌المللی در مجموع برندهٔ ۱ مدال طلا شده‌است.